# Wiggles
Wiggles ist ein Aufbauspiel für Windows, das im September 2001 vom Publisher Innonics veröffentlicht wurde. Der Entwickler des Spiels ist die SEK GmbH, Berlin; Drehbuchautor ist Derek Meister.

## Spielprinzip
Der Spieler übernimmt in Wiggles die Herrschaft über einen Clan von Zwergen. Er erhält von Odin den Auftrag, sein entlaufenes „Hündchen“, den Fenriswolf, wieder einzufangen. Zu diesem Zweck müssen sich die Zwerge von der Erdoberfläche immer tiefer durch insgesamt vier umfangreiche Level graben. Innerhalb der Hauptkampagne, in welcher der Spieler die verstreuten Kettenglieder Fenris' suchen muss, stehen ihm 24 Nebenmissionen zur Verfügung, deren Erfüllungen gewinnbringend sind, aber keinesfalls notwendig.
Das Spielprinzip kombiniert verschiedene Spielelemente anderer Aufbauspiele mit Rollenspiel- und Adventure-Elementen. Neben dem Aufbau funktionierender Warenkreisläufe für die Versorgung der Zwerge mit Nahrung, Werkzeugen und Freizeitvergnügungen sind die Erkundung der riesigen Level und die Lösung verschiedener Quests wichtige Spielinhalte, wobei die Wiggles zahlreiche Epochen der Menschheitsgeschichte durchleben, von der Steinzeit bis zu einem futuristischen Zeitalter.
Eine Besonderheit des Spieles ist der schräge Humor, der die oftmals übertrieben verniedlichende Grafik und „saubere“ Atmosphäre anderer Aufbau-Strategiespiele wie Die Siedler persifliert. Die Wiggles fluchen, trinken, rauchen Marihuana, züchten niedliche Hamster als Arbeitstiere und zu Ernährungszwecken, und haben zwecks Vergrößerung des Clans sogar Sex. Unterstützt wird diese ironisierende Atmosphäre auch durch die karikaturenartige 3D-Grafik.

## Die Wiggles
Zur Verfügung stehen fünf Fraktionen (Clans). Während der Clan der Wiggles die ausgeglichenen Allrounder darstellen, erhalten die anderen Völker Boni und Mali auf gewisse Erfahrungszuwächse:
| Clan            | Bonus / Malus                         |
| --------------- | ------------------------------------- |
| Voodoo (Peacer) | Nahrung x1,3 / Holz x1,1 / Kampf x0,9 |
| Knocker         | Steine x1,2 / Metall x1,1             |
| Brain           | Energie x1,2 / Service x1,1           |
| Vampyr          | Kampf x1,2 / Nahrung x0,8             |

Die Wiggles, die man im Laufe des Spiels zeitgleich beschäftigt, verfügen über eine Fülle an Eigenschaften und Bedürfnissen, die im Spielverlauf zu beachten sind. Hierfür sind zudem neun unterschiedliche Charaktertypen angelegt worden, denen jeder Wiggle angehören kann. Die ironisch benannten Typen (z. B. "grausam" und "lecker") entscheiden über gewisse Neigungen bezüglich der Fähigkeitsentwicklung und Gesundheit. Der Spieler kann den einzelnen Zwergen eigene Namen zuweisen.
Der Gemütszustand entsteht durch Arbeitspensum, Hunger, Müdigkeit und Freizeitspaß. Wird ein Wiggle unzufrieden stellt er die Arbeit ein und begibt sich in den Streik, unterbricht er seine Arbeit um sich kurzerhand an Ort und Stelle schlafen zu legen. Die Laune wird zum einen in Form einer Statistik ausgegeben, aber auch Körperhaltung und Mimik lassen deutlich darauf schließen, wie fit und ausgelassen der Wiggle gerade ist.
Die Arbeitszeit eines jeden Wiggles lässt sich individuell auf einem Uhren-Interface einstellen. Dies ist zum einen wichtig, um stetig die vielen Arbeiten zu verrichten, zum anderen formen sich im Laufe der Zeit Liebespaare unter den Zwergen, die nur dann weiter zusammenwachsen und sich auch fortpflanzen, wenn sie ihre Freizeit gemeinsam verbringen können.
Auch Rollenspielelemente finden sich in dem Videospiel in großem Umfang umgesetzt. Je nach Tätigkeit erleben die Zwerge die verschiedensten Erfahrungszuwächse. So ist es ratsam Spezialisten auszubilden und feste Zwerge zum Kämpfen (vier Kampfarten), Graben, Kochen, für Holz- oder Schmiedearbeiten heranzuziehen. Ein gut ausgebildeter Tunnelgräber arbeitet durchaus drei bis viermal schneller, als ein Laie. Die Gesamtpunktzahl der Skillpunkte ist zunächst auf 100 begrenzt, steigt aber im Laufe der Generationen um jeweils 20 Punkte, wobei die hervorstechenden Spezialisierungen der Eltern in Teilen vererbt werden. Die Verwandtschaftsverhältnisse lassen sich in eigenen Stammbäumen nachvollziehen. Auch das Auffinden von Büchern und das sinnvolle Verteilen von gefundenen Ringen hilft bei der Spezialisierung.
Jeder Wiggle hat sechs Slots, um Gegenstände und Artefakte zu transportieren. Diese können jedoch durch Tragekörbe erweitert werden, welche jedoch zu Lasten der Fortbewegungsgeschwindigkeit gehen.
Insgesamt gibt es über 100 Arbeits- und Freizeitbeschäftigungen, denen die Wiggles (teils selbstständig) nachgehen, darunter auch Tanzen und das Spielen mit einem Hacky-Sack.

## Gebäude und Produktionsstätten
Dem Spieler stehen über 30 Produktionsstätten zur Verfügung, die er mit Hilfe von insgesamt sieben verschiedenen Ressourcen errichten kann. Zunächst muss er diese jedoch in einem ausgefeilten Techtree nach und nach erforschen und in vorangehenden Gebäuden Gegenstände verarbeiten, um geeignetes Ausgangsmaterial für die nächste Stufe zu erhalten (Holzbretter, Metallbarren etc.). Die Aufträge werden im Menü der Gebäude in Auftrag gegeben und dann von einem gerade arbeitenden Wiggle in der Nähe selbstständig in die Wege geleitet. Alternativ kann man einzelne Zwerge auch den Gebäuden zuweisen, was bezüglich dessen Fähigkeiten und aus der dortigen Arbeit resultierenden Spezialisierung ratsam ist.
Der Clan durchläuft dabei verschiedene Epochen, die Konstruktionen werden dabei fortschrittlicher, widerstandsfähiger und größer. So sind die anfänglichen Leitern aus Holz zu fertigen, später kann man diese durch metallische und sogar durch Aufzugkonstruktionen ersetzen. Um die moderneren und effizienteren Gebäude zu platzieren, müssen größere Höhlen gegraben und zum Beispiel Elektrizität zur Verfügung gestellt werden. Letztere erzeugt man anfangs mit gefangenen oder gezüchteten Hamstern, die man in ein Hamsterrad setzt; im späteren Verlauf dann auch durch Wasser- & Kohlekraftwerke.

## Kampf
Mit konkurrierenden Clans gerät man zwangsläufig in Konflikte um Raum und Ressourcen. Um diese für sich entscheiden zu können, empfiehlt es sich, einzelne Wiggles im Kampf zu trainieren. Diese Erfahrung sammelt man bei der Exploration der Welt, denn die Gänge und Höhlen sich voller gegnerischen Kreaturen wie Spinnen, Trolle, Lavamonster und anderes. Dazu stehen neben verschiedenen Kampfsportarten (Kung-fu, Taekwondo etc.) verschiedene Klassen von Nah- und Fernkampfwaffen zur Verfügung, welche in verschiedenen Entwicklungsstufen hergestellt werden können. Zudem lassen sich in der Welt verstreut einzigartige Ringe, Helme, Rüstungen und Waffen finden und anwenden. Je nach Waffe und Angriffsart ergeben sich individuelle Erfahrungsgewinne. Auch das Training in der eigenen Basis mittels Übungspuppen aus Stroh ist möglich.

## Spielmechanik
Die dreidimensionale Kamera lässt sich in mehreren Stufen zoomen und bei näheren Stufen in jede Richtung schwenken. Auch auf der Minimap ist ein Vergrößern bzw. Verkleinern möglich.
Neben der Kampagne und einem freien Spiel steht zudem eine Sandbox-Modus zur Verfügung. Um im freien Spielmodus eigene Karten verwenden zu können, boten die Entwickler einen entsprechenden Level-Editor zum Download an.

## Rezensionen
Die Bewertungen des Spiels fielen äußerst positiv aus. So wurde die Grafik, basierend auf einer durch SEK eigens für das Spiel entwickelten Engine, als detailreich und farbenfroh, der Soundtrack und die Vertonung als glaubwürdig und stimmungsvoll bezeichnet. Auch das ausgefeilte Wirtschaftssystem wurde gelobt.

„Langer Rede kurzer Sinn: Für Aufbaufans und jene Leute, die Humor in Spielen mögen, ist dieser Titel ein absoluter Pflichtkauf. 'Finger weg!' heißt es für absolute Antistrategen und bekennende Trübsalbläser.“

„Mit Wiggles ist SEK wirklich ein kleines Meisterwerk gelungen.“

Als wesentlicher Grund für den geringen kommerziellen Erfolg des Spiels wurden die enorm hohen Hardware-Anforderungen angeführt, die notwendig sind, um flüssiges Spielen auf hohen Grafikeinstellungen zu gewährleisten. Diese übersteigen die angegebenen Minimalanforderungen um ein Mehrfaches, was vor allem mit der Levelgröße, aber auch mit den vielen Details zusammenhängt.
| Tester          | Bewertung                      |
| --------------- | ------------------------------ |
| Gameswelt       | 89 %                           |
| GameStar        | 85 + Gold-Award                |
| spieletipps.de  | 90                             |
| PC Action       | 90                             |
| PC Games        | 89 % + Überraschung des Jahres |
| stern           | 5/5                            |
| b2play.net      | Game of the month              |
| 4Players        | 83 %                           |
| Bravo Screenfun | Note 1-                        |

## Entwicklungsteam
Für die Entwicklung waren folgende Mitarbeiter der Berliner SEK GmbH zuständig (Auswahl):
| Produzent              | Marc Möhring                                                    |
| Leitung Entwicklung    | Klaus Starke                                                    |
| Konzept und Planung    | Thomas Langhanki, Carolin Batke, Carsten Orthband, Ingo Neumann |
| Leitung Programmierung | Carsten Orthbandt                                               |
| Programmierung         | Andrej Treskow, Axel Hylla, David Salz                          |

## Geplante Fortsetzung
Bereits wenige Monate nach Veröffentlichung des Titels äußerte der Publisher Innonics Interesse daran, eine Fortsetzung zu finanzieren. Diese Entscheidung würde vom wirtschaftlichen Erfolg des Spiels abhängig gemacht. Da dieser ausblieb, wurden die Pläne vorerst stillgelegt. 2007 kam es, aufgrund des kommerziell mäßigen Erfolgs von ParaWorld, zur Auflösung der SEK GmbH und zur endgültigen Beendigung der Pläne.

## Trivia
Im Rahmen der Vermarktung des Spiels startete der Publisher eine Web-Schnitzeljagd. Bei dieser mussten Interessierte sich auf der Homepage von Innonics registrieren und anschließend auf dessen Partnerseiten nach „ausgerissenen“ Wiggles Ausschau halten. Die Preise der Marketingaktion waren zehn Vergnügungspakete des Kondomherstellers Durex.
Der Publisher Infogrames veranlasste 2002 eine Veröffentlichung des Spiels in der BILD-HIT-GAMES-Reihe. Die verkauften Kopien des Spiels waren aufgrund eines von den Entwicklern implementierten Kopierschutz fehlerhaft und nicht installierbar. Die SEK GmbH war zuvor nicht über die Herausgabe informiert worden und konnte diesen demzufolge nicht im Vorfeld modifizieren. Die Entwickler distanzierten sich von einer eventuellen Mitschuld. Sie sprachen in diesem Zusammenhang von „vermeidbaren Problemen“ und rieten betroffenen Käufern, sich an Infogrames zu wenden, um eine fehlerfreie Version zu erhalten.
In Nordamerika erschien das Spiel unter dem Titel Diggles: The Myth of Fenris, in Russland unter der Bezeichnung Gnomy.
Als das Entwicklerteam von einem Nudepatch erfuhr, den ein Fan programmiert hatte, ergänzten sie diesen um eine weitaus kompaktere und flüssigere Version.